# Lithophyllum dispar
Lithophyllum dispar (Foslie) Foslie, 1909 é o nome botânico de uma espécie de algas vermelhas pluricelulares do gênero Lithophyllum, família Corallinaceae.
- São algas marinhas encontradas na América do Norte (México, Alasca, Califórnia, Oregon, Washington e Columbia Britânica), Japão e Coreia.

## Sinonímia
- Dermatolithon dispar (Foslie) Foslie, 1909
- Fosliella dispar (Foslie) G.M. Smith, 1944
- Tenarea dispar (Foslie) Adey, 1970
- Titanoderma dispar (Foslie) Woelkerling, Y.M. Chamberlain & P.C. Silva, 1985